# FKBP1A
La proteína 1A de unión a FK506, también denominada peptidil-prolil cis-trans isomerasa y FKBP1A, es una enzima codificada en humanos por el gen fkbp1A.
La proteína FKBP1A pertenece a la familia de las inmunofilinas, las cuales juegan un importante papel en inmunorregulación y en procesos básicos de la célula, como plegamiento de proteínas y transporte. Esta proteína es una cis-trans prolil isomerasa que se une a los inmunosupresores FK506 y rapamicina. Tiene una elevada similitud estructural y funcional con la proteína FKBP52, pero por el contrario, esta sí posee actividad inmunosupresora cuando forma un complejo con FK506. También interacciona con diversos canales de liberación de calcio intracelular, incluyendo el receptor tetramérico ryanodine de músculo esquelético. En ratón, la deleción del gen ortólogo causa un desorden congénito del corazón conocido como ventrículo izquierdo no compactado. Se han descrito diversas variantes transcripcionales de este gen, pero no se ha determinado el tamaño total de todas ellas.

## Interacciones
La proteína FKBP1A ha demostrado ser capaz de interaccionar con:
- RYR1[3][4][5]
- MTOR[6][7][8][9][10][11]
- Receptor de TGF beta 1[12][13]
- GLMN[14][15]
- ITPR1[16][17]
- KIAA1303[6][7]